# Joseph van Gülpen
Christian Nikolaus Joseph van Gülpen (* 6. Dezember 1793 in Aachen; † 21. Mai 1850 in Berlin) war ein deutscher Tuchfabrikant und Präsident der Handelskammer für die Städte Aachen und Burtscheid.

## Leben und Wirken
Der Sohn des aus Herzogenrath stammenden Gastwirtes und Pächters des Pfälzischen Hofes in der Aachener Peterstraße Christian Joseph van Gülpen und seiner Ehefrau Gertrud Schaeffers absolvierte nach seinem Schulabschluss eine Ausbildung zum Tuchmacher. Mit erst 22 Jahren schloss er sich im Jahr 1815 mit dem zwei Jahre älteren Johann Heinrich Kesselkaul zusammen und sie gründeten in der Aachener Königstraße die Spinnerei und Tuchfabrik „Van Gülpen & Kesselkaul“. Darüber hinaus mietete van Gülpen den Großen Klüppel an, wo er gemeinsam mit dem zu jener Zeit als Wollhändler tätigen David Hansemann ein Wolllager einrichtete. Das Gemeinschaftsunternehmen war von Erfolg gekrönt und so musste bereits zehn Jahre später eine neue und größere Fabrikanlage in der Adalbertstraße erbaut werden, welche dann 1827 mit einer Dampfmaschine ausgestattet wurde. Nach einer 23 Jahre andauernden Geschäftsbeziehung stieg van Gülpen im Jahr 1838 in aller Freundschaft aus dem Unternehmen aus und richtete im Wespienhaus in der Aachener Kleinmarschierstraße 45 seine eigene Tuchfabrik ein, die 1867 sein Sohn Eduard später auf dem Gut Obere Müsch in die Soers verlegte und die noch bis 1903 dort Bestand hatte.   
Durch van Gülpens Kontakt zu Hansemann entwickelte sich zwischen den beiden eine tiefe Freundschaft und van Gülpen hegte eine große Bewunderung für die innovativen Ideen Hansemanns, welche ihn dazu anregten, sich ebenso auf vielen wirtschaftlichen, politischen und sozialen Gebieten zu engagieren. So gehörte van Gülpen sowohl zu den Mitbegründern der Aachener Feuerversicherungs-Gesellschaft im Jahr 1824, aus der sich später die AachenMünchener entwickelte, als auch des Aachener Vereins zur Beförderung der Arbeitsamkeit im Jahr 1834. Gemeinsam mit Hansemann setzte sich van Gülpen 1836 in Berlin in langwierigen Verhandlungen auch dafür ein, dass die geplante Eisenbahnstrecke von Köln nach Antwerpen, damals auch „Eiserner Rhein“ genannt, über Aachen trassiert wurde. Im Jahr 1844 übernahm er dann als Nachfolger Hansemanns das Amt des Vizepräsidenten der Rheinischen Eisenbahngesellschaft und ein Jahr später dessen Amt als Handelsgerichtspräsident. Im Jahr 1848 folgte van Gülpen dann dem Tuch- und Nadelfabrikanten Philipp Heinrich Pastor als Präsident der Handelskammer für die Städte Aachen und Burtscheid nach. Darüber hinaus gehörte er über viele Jahre dem Stadtrat an und vertrat auch hier die Linie von David Hansemann. 
Im Verlauf einer Dienstfahrt zu Zollverhandlungen in Berlin im Jahr 1850 erkrankte van Gülpen ernsthaft und verstarb nach wenigen Tagen an den Folgen dieser Erkrankung. Er wurde nach Aachen überführt und fand seine letzte Ruhestätte auf dem Aachener Ostfriedhof. 
Joseph van Gülpen war verheiratet mit der Protestantin Charlotte Winkler (1788–1842), die ihres Glaubens wegen auf dem „Friedhof Güldenplan“ im Stadtgarten Aachen beerdigt wurde. Zusammen mit ihr hatte er jeweils vier Söhne und Töchter, von denen einer seiner Söhne, der spätere Kommerzienrat Eduard van Gülpen (1820–1882), die Tuchfabrik übernahm und diese 1864 in die Soers verlegte, wo Eduard auch seinen Sommersitz einrichtete. Nach dem Tod seiner Frau Marie Therese Claus (1819–1900) wurde schließlich auch das Wespienhaus von den Erben der Familie aufgegeben. Van Gülpens Enkel, Sohn seiner Tochter Amalie (* 1819), war der Porträt- und Genremaler Hermann August Philips.